# منتخب جامايكا لكرة القدم
منتخب جامايكا لكرة القدم (بالإنكليزية: Jamaica national football team) هو المنتخب الذي يمثل جامايكا في كرة القدم العالمية. تأهل المنتخب لكأس العالم مرة واحدة سنة 1998، فكان أول منتخب كاريبي يتحدث الأنجليزية يتأهل لكأس العالم. وربح المنتخب كأس الكاريبي أربع مرات (1991, 1998, 2005, و 2008).

## الألقاب
- كأس الكاريبي : 6

1991، 1998، 2005، 2008، 2010، 2014

## في كأس العالم
- 1930 حتى 1962 - لم يلعب
- 1966 إلى 1970 - لم يتأهل
- 1974 - انسحب من التصفيات
- 1978 - لم يتأهل
- 1982 - لم يلعب
- 1986 - انسحب في نصف نهائي التصفيات
- 1990 إلى 1994 - لم يتأهل
- 1998 - دور المجموعات
- 2002 إلى 2010 - لم يتأهل

## في بطولة الكونكاكاف
- 1963 - الجولة الأولى
- 1965 - لم يلعب
- 1967 - لم يتأهل
- 1969 - المركز السادس
- 1971 - لم يتأهل
- 1973 - لم يلعب
- 1977 - انسحب
- 1981 - لم يلعب
- 1985 - انسحب
- 1989 - لم يتأهل

## في الكأس الذهبية
- 1991 - الجولة الأولى
- 1993 - المركز الثالث (مشترك)
- 1996 - لم يتأهل
- 1998 - المركز الرابع
- 2000 - الجولة الأولى
- 2002 - لم يتأهل
- 2003 - ربع النهائي
- 2005 - ربع النهائي
- 2007 - لم يتأهل
- 2009 - الجولة الأولى

## في كأس الكاريبي
- 1989 - لم يتأهل
- 1991 - الرابحون
- 1992 - المركز الثاني
- 1993 - المركز الثاني
- 1994 - الجولة الأولى
- 1995 - الجولة الأولى
- 1996 - الجولة الأولى
- 1997 - المركز الثاني
- 1998 - الرابحون
- 1999 - المركز الثالث (مشترك)
- 2001 - الجولة الثانية
- 2005 - الرابحون
- 2007 - الجولة الأولى
- 2008 - الرابحون

## في ألعاب الباناميريكان
- 2007 - ميدالية فضية

## قمصان المنتخب عبر التاريخ

### كأس العالم
| كأس العالم 1998 (أساسي) |

## اللاعبون
- ريتشارد مكالوم (حارس مرمى)
- دووين كر (حارس مرمى)
- دكوي ويليامز (مدافع)
- جرمين تايلور (مدافع) (الكابتن)
- نخولي فنلايسون (مدافع)
- كسافيان فيرغو (مدافع)
- جيفون واطصن (لاعب وسط)
- ريتشارد إدواردز (لاعب وسط)
- ريتشارد كزنز (لاعب وسط)
- كيمار دالي (لاعب وسط)
- نافيون بويد (مهاجم)
- ديفون هودجز (مهاجم)

## وصلات خارجية
- قائمة بيانات المنتخب من الموقع الرسمي للفيفا باللغة العربية